# Resolutie 1836 Veiligheidsraad Verenigde Naties
Resolutie 1836 van de Veiligheidsraad van de Verenigde Naties werd unaniem door de VN-Veiligheidsraad aangenomen op 29 september 2008. De resolutie verlengde de VN-vredesmacht in Liberia met een jaar.

## Achtergrond
Na de hoogtijdagen onder het decennialange bestuur van William Tubman, die in 1971 overleed, greep Samuel Doe de macht. Diens dictatoriale regime ontwrichtte de economie en er ontstonden rebellengroepen tegen zijn bewind, waaronder die van de latere president Charles Taylor. In 1989 leidde de situatie tot een burgeroorlog waarin de president vermoord werd. De oorlog bleef nog doorgaan tot 1996. Bij de verkiezingen in 1997 werd Charles Taylor verkozen en in 1999 ontstond opnieuw een burgeroorlog toen hem vijandige rebellengroepen delen van het land overnamen. Pas in 2003 kwam er een staakt-het-vuren en werden VN-troepen gestuurd. Taylor ging in ballingschap en de regering van zijn opvolger werd al snel vervangen door een overgangsregering. In 2005 volgden opnieuw verkiezingen, waarna Ellen Johnson-Sirleaf de nieuwe president werd.

## Inhoud

### Waarnemingen
Liberia spande zich in om haar bestuur en veiligheid te verbeteren, corruptie te bestrijden, haar natuurlijke rijkdommen onder controle te krijgen en een sterkere economie op te bouwen. Ook had het land een armoedebestrijdingsstrategie ingevoerd. Ook de heropbouw van politie en leger maakte vorderingen.

### Handelingen
De Veiligheidsraad besliste de UNMIL-vredesmacht in Liberia verder te verlengen tot 30 september 2009. Ook steunde ze de aanbeveling van de secretaris-generaal om het militaire component verder af te slanken met 1460 manschappen en de huidige vier sectoren terug te brengen tot twee. Ook mocht hij het politiecomponent uitbreiden met 240 man om strategisch advies te leveren, operationele ondersteuning te verlenen en snel te reageren op noodgevallen.

## Verwante resoluties
- Resolutie 1792 Veiligheidsraad Verenigde Naties (2007)
- Resolutie 1819 Veiligheidsraad Verenigde Naties
- Resolutie 1854 Veiligheidsraad Verenigde Naties
- Resolutie 1885 Veiligheidsraad Verenigde Naties (2009)

Lijst ·  1795 ·  1796 ·  1797 ·  1798 ·  1799 ·  1800 ·  1801 ·  1802 ·  1803 ·  1804 ·  1805 ·  1806 ·  1807 ·  1808 ·  1809 ·  1810 ·  1811 ·  1812 ·  1813 ·  1814 ·  1815 ·  1816 ·  1817 ·  1818 ·  1819 ·  1820 ·  1821 ·  1822 ·  1823 ·  1824 ·  1825 ·  1826 ·  1827 ·  1828 ·  1829 ·  1830 ·  1831 ·  1832 ·  1833 ·  1834 ·  1835 ·  1836 ·  1837 ·  1838 ·  1839 ·  1840 ·  1841 ·  1842 ·  1843 ·  1844 ·  1845 ·  1846 ·  1847 ·  1848 ·  1849 ·  1850 ·  1851 ·  1852 ·  1853 ·  1854 ·  1855 ·  1856 ·  1857 ·  1858 ·  1859